# Kanavî, Kobeleakî
Kanavî (în ucraineană Канави) este localitatea de reședință a comunei Kanavî din raionul Kobeleakî, regiunea Poltava, Ucraina.

## Demografie
Componența lingvistică a localității Kanavî
     Ucraineană (96,22%)
     Rusă (3,62%)
     Alte limbi (0,16%)
Conform recensământului din 2001, majoritatea populației localității Kanavî era vorbitoare de ucraineană (96,22%), existând în minoritate și vorbitori de rusă (3,62%).